# Dungeons & Dragons: Dragonshard
Dungeons & Dragons: Dragonshard — відеогра жанру стратегії в реальному часі, розроблена компанією Liquid Entertainment та випущена 21 вересня 2005 року в США. 27 квітня 2011 року гра стала доступна в усьому світі. Заснована на настільній рольовій грі Dungeons & Dragons третьої редакції. Особливістю гри є поєднання рис стратегії в реальному часі з рольовими елементами.

## Світ гри
Події в грі відбувається у світі під назвою Еберрон (англ. Eberron). Цей світ був початково створений для настільної гри Кітом Бейкром і розвинений Білом Славіксеком і Джеймсом В'яттом.
Еберрон являє собою планету земного типу, що оточена кільцем із кристалів. Тисячі років тому Великі дракони створили цю планету із власних тіл. Двоє драконів стали власне планетою, а третій — розколовся на уламки магічних кристалів, що носять назву «драконові осколки» (англ. dragonshards).
Кристали, подібно метеоритам, час від часу падають на поверхню планети. Вони є джерелом могутності, шуканої всіма народами Еберрону. Річ у тому, що світ розорений багатовіковими війнами, які закінчилися зовсім недавно, і тепер різні фракції хочуть отримати контроль над світом і починають полювання за падаючими «скарбами». Крім цього, в Еберрон проникає чародійство, що робить значний внесок у світоустрій. Завдяки магії, з'являється можливість створювати дивні речі й героїв з різних часових відрізків. Наприклад, можна зустріти големів, динозаврів, дирижаблі, відьом, драконів тощо.
Сюжет обертається навколо боротьби за найпотужніший і таємничий кристал — Серце Сіберіс (англ. Heart of Siberys). Той, хто знайде три Печаті Світла, зможе сповна опанувати його силою.

## Ігровий процес
Існує дві складові гри — дослідження поверхні й дослідження підземель. На поверхні Dragonshard являє собою класичну RTS — будівництво будівель, збір ресурсів, замовлення військ. В підземеллях — RPG.

### Розбудова бази
Будувати базу можна на спеціальних місцях. Ці місця поділяються на Нексуси, що мають 16 будмайданчиків, і Розширення, які мають 4. Кожна виробнича будівля підвищує рівень відповідного окремого воїна чи загону на 1 рівень. Добудовані монументи підвищують характеристики військ, що замовляються в найближчих будівлях, і бувають різних видів. Кожен вид монументів впливає на якусь одну характеристику.

### Бої
Війська представлені «чемпіонами», «капітанами», «солдатами» і «джаггернаутами». Перші два види посилюються зведеними на базі спорудами, а в боях отримують досвід, що сумується. Поступово вони отримують бійців «солдатів» під контролем комп'ютера. «Солдати» не можуть спускатися під землю. Накопичений загальний досвід гравець розподіляє для вдосконалення конкретних бійців і загонів.
Крім цього, можна відправляти невеликі загони на дослідження підземель, пошук скарбів та артефактів. Загони формуються на поверхні й вирушають під землю. Тут гра переходить в класичну RPG. У випадку загибелі загону, кінець гри не настає — потрібно переключиться в режим поверхні й знову послати дослідників для видобутку артефактів. Так само посилають у підземелля нові загони і вороги.
Кожна фракція має особливо сильного юніта «джаггернаута», якого можна замовити в єдиному екземплярі.
У грі є п'ять типів атаки: фізична (англ. Physical), отруйна (англ. Poison), вогняна (англ. Fire), магічна і лють (англ. Fierce). Кожен боєць може завдавати один з цих типів атаки та має різну стійкість проти решти.
Інтерфейс побудований таким чином, щоб гравець міг легко перемикатися між керуванням всіма силами на поверхні та одиночними загонами під землею.

### Економіка
Економічна складова досить проста — є усього два ресурси. Це магічні кристали, які періодично падають із неба, і золото. Кристали валяються в багатьох місцях, і навіть на полі бою. Золото ж можна отримати як податки з будівель на базі чи знайти в підземеллях. На початку гри дається стартовий капітал, на який можна якийсь час проіснувати.

## Фракції
За право володіти «Серцем Сіберіс» борються 4 фракції:
- Орден Полум'я (The Order of the Flame) — сюди входять люди, дворфи, безсмертні та напіврослики. Вони борються з будь-яким проявом зла в цьому світі та прагнуть опанувати силу кристала для добра.
- Ящеролюди (Lizardfolk) — корінні жителі Кільця Штормів, території, де їх, як вірять Ящеролюди, поселили дракони з метою оберігати «Серце Сіберіс», яке наділило їх розумом. Вони всіма силами намагаються захистити «Серце Сіберіс» від зазіхань інших жителів світу.
- Умбраґен (Umbragen) — нащадки древніх ельфів з острова Ксендрік, які хочуть скористатися кристалом для укріплення власної могутності та розкриття секретів своєї втраченої столиці Калатеш. Недоступні в сюжетній кампанії, але наявні у одиночних та багатокористувацьких сутичках[2].